# La Fin des paysans

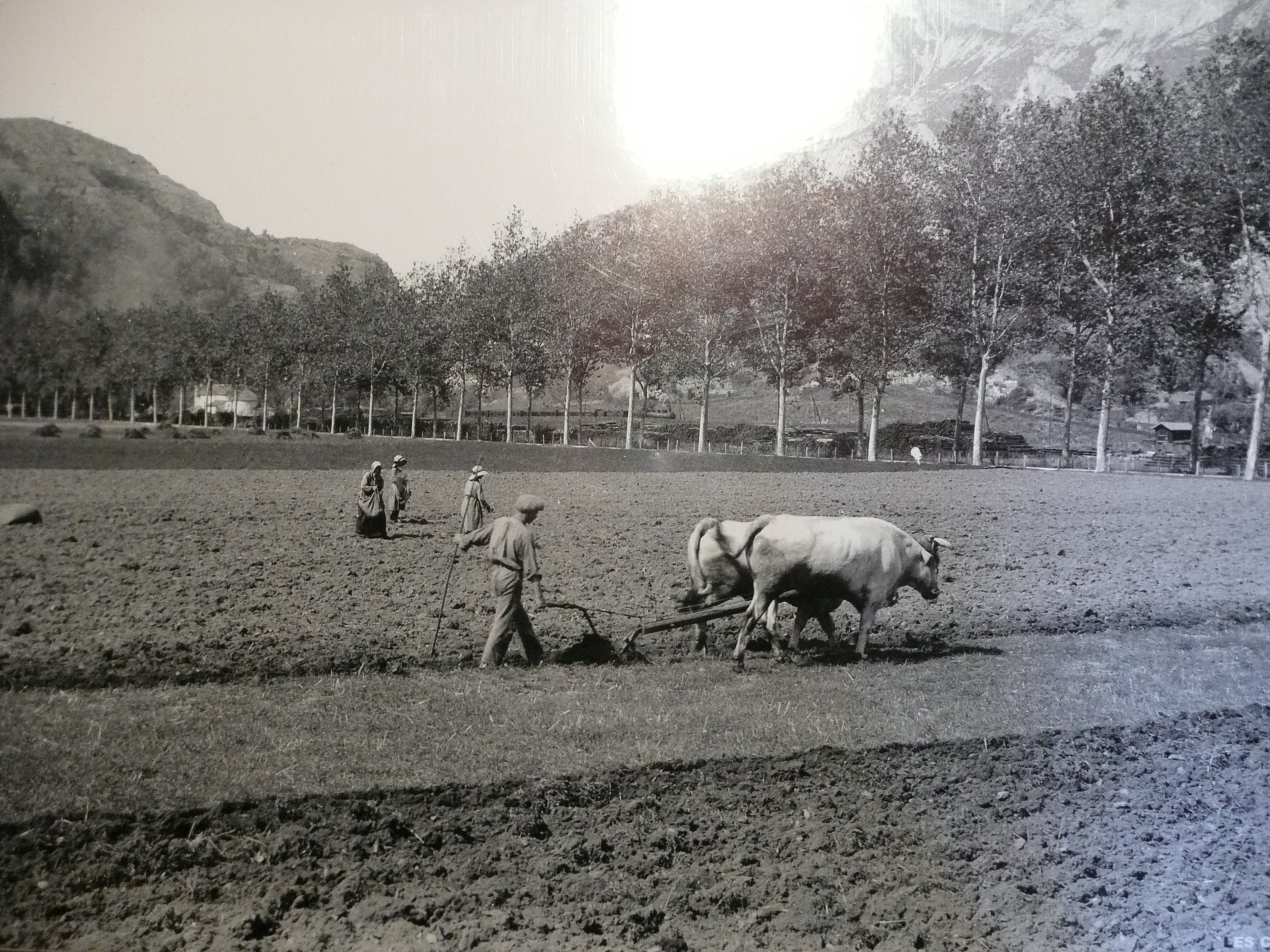
Scène de labour sur la commune de Les Cabannes (Ariège) au XXe siècle.

La Fin des Paysans est un essai du sociologue et économiste français Henri Mendras paru en 1967, résultat de quinze années d'enquête, dans lequel il fait l'état des transformations du monde paysan en France.

## Analyse
Pour Mendras, également auteur d'une thèse de doctorat sur l'étude des transformations du métier d'agriculteur, on arrive à l'aboutissement d'un processus, avec la montée et l'incorporation du capitalisme dans l'agriculture.
Il insiste ainsi sur la rationalisation des procédés et de l'organisation du travail au sein des exploitations agricoles. Le point de départ de ces transformations est un changement dans le rapport à la terre. Le paysan entretien un rapport d'identification avec sa terre, qui fonde son statut. Avec l'incorporation de la logique capitaliste, la terre devient un simple moyen et non plus une fin en soi.
La logique capitaliste fait que l'objectif devient désormais l'accumulation de capital. Il y a une rationalisation des moyens et des facteurs de productions. L'activité agricole devient associée à un métier et non plus à un mode de vie. L'image du paysan devient dévalorisée.